# Завод технічного вуглецю в Алтоні
Завод технічного вуглецю в Алтоні – колишній виробничий майданчик, що діяв у індустріальній зоні Алтона на південно-західних околицях Мельбурна.
Завод ввела в дію у 1959 році американська компанія Cabot, що діяла через Australian Carbon-Black (в подальшому Cabot Australasia). Первісно він мав річну потужність у 27 тисяч тонн технічного вуглецю, проте вже станом на 1980 рік цей показник рахувався як 45 тисяч тонн.
Як сировину для виробництва сажі використовували побічні продукти місцевого нафтопереробного заводу.
В 2004-му головний постачальник повідомив Cabot Corporation про припинення поставок сировини в наступному році, наслідком чого стало закриття виробництва технічного вуглецю восени 2005-го.